# Linia kolejowa Rumburk – Sebnitz
Linia kolejowa Rumburk – Sebnitz – jednotorowa, regionalna i niezelektryfikowana linia kolejowa w Czechach i w Niemczech. Łączy stację Rumburk przez Šluknov ze stacją Sebnitz. Przebiega przez terytorium kraju usteckiego i kraju związkowego Saksonia.